# Yamanusia
Yamanusia, rod fosilnih mahovnjača nepoznate porodične pripadnosti.
Jedina vrsta je Y. crassicostata iz vremena donjeg trijasa, s područja današnje Mongolije, opisana 2011.